# JR東日本E993系電車
E993系（E993けい）は、東日本旅客鉄道（JR東日本）が次世代通勤車両を目指して技術開発を行っていた試験用電車である。2002年（平成14年）1月に5両編成1本が製造され、「ACトレイン」（エーシートレイン）の愛称が与えられていた。
AC は Advanced Commuter （進化した通勤列車）を意味する。車両のデザイン開発はGKインダストリアルデザインが担当した。

## 概要
JR東日本が21世紀にふさわしい通勤形・近郊形電車のモデル車両として製造したもので、従来の方式にとらわれないシステムチェンジとしてDDM（Direct Drive Motor：直接駆動式）による主回路方式やダブルスキン構造・外吊り式ドア構造、連接構造とした編成形態などが特徴となっている。ACトレインが目指した開発コンセプトは以下のとおり。
- コストダウン（車両のシステムチェンジによるトータルコストダウン）
- 輸送の安定性向上（機器の信頼性向上・旅客への安全性向上）
- 旅客サービスの向上（IT活用による車内情報サービス・混雑緩和・車内快適性向上）
- バリアフリー（車椅子利用者・視覚障害者・聴覚障害者への配慮）
- エコロジー（省エネルギー化、ゼロ・エミッション）

元々は山手線に投入する車両について技術導入するための研究であったが、2001年（平成13年）度 - 2004年（平成16年）度のE231系500番台車両導入に伴い中央線快速や埼京線に投入する車両を考慮した開発に変化していった。試験車両であるため、同一の編成内に内装・外装・車体構造（工法、材質）などに複数のバリエーションを有していた。
新製から廃車まで埼京・川越線の川越電車区（現・川越車両センター）に所属し、試験走行が埼京線や中央本線で行われた。

## 車両概説
編成は クハE993形 + サハE993形 + モハE993形 + モハE992形 + クハE992形の5両から構成される。量産時は20 m車基本6両編成 + 付属4両編成（全長200 m）と同等の長さにすることを想定しており、連接車体では6両編成に該当する9連接構造（全長126.8 m）と4両編成に該当する5連接構造（全長73.2 m）となり、本形式は後者の付属編成に該当する。9連接車体と5連接車体を連結することで20 m車10両編成（全長200 m）と同じ長さとなる。
車体はモハE992形 + クハE992形がアルミニウム合金製のダブルスキン構造、クハE993形とモハE993形がステンレス製のダブルスキン構造、サハE993形がステンレス製のシングルスキン構造（一般的な組み立て工法）である。モハE992形 + クハE992形の構体はアルミニウムの大形押出形材で構成し、クハE992形は無塗装ブラッシング仕上げ、モハE992形はシルバーメタリック調の塗装仕上げとした。また、側窓ガラスはフラッシュサーフェイス仕上げ（外板と窓ガラスの段差を非常に小さくする工法）としている。
一方、ステンレス製のモハE993形は、当時の東急車輛製造、新日本製鐵とJR東日本の3社の共同研究により製造された、世界で初めて構体にレーザー溶接を採用したステンレス車両である。それ以外のクハE993形とサハE993形は一般的なスポット溶接による製作である（ステンレス鋼のダブルスキン構造はレーザー溶接、スポット溶接どちらも可能）。
客用扉はシングルスキン構造のサハE993形は従来からの戸袋方式（同車のみ2扉）、それ以外の4両は客室空間の拡大を狙った外吊り式である（3扉）。外吊り扉は戸袋を廃止することで車内空間を広く使えること、出入口下部のドアレールがなくなり段差を解消できるメリットがある。側窓は非常時の換気を考慮して一部を開閉可能としたが、車体構造の都合から下降式ではなく内倒し式とした。

### 乗務員室
先頭車はクハE993形は近郊形を想定した踏切事故対策から衝撃吸収構造を採用し、乗務員室奥行きをクハE992形より約60 cm広くなっている。運転席は高床構造の高運転台構造となっており、計器盤は乗務員の視認性向上として正面にAIMSモニター表示器を、右端に速度計を配置している。一方、クハE992形は通勤形を想定した前面強化構造とし、運転台は一般的な高さである。ただし、計器盤は速度計、マスコンノッチ表示灯に加えて運用表示灯、保安装置表示灯、空気圧力計、架線電流計、バッテリー電圧計（主電圧計）を廃し、これらを液晶ディスプレイに表示するグラスコックピット方式が採用された。この液晶画面は鉄道車両用ではなく、汎用品を使用したもので、万が一の故障に備えた小型の液晶画面が用意されており、計器表示画面が故障した場合には小型液晶画面に表示されるシステムとされている。
前面上部に行先表示器と尾灯、HID式の前照灯を配置するほか、下部に白色灯を設置する。側面の行先表示器は1・3・5号車のみ配置する。クハE993形の前面表示器はフルカラーLED式を採用する。排障器はクハE993形（通勤形）はE231系500番台と同形状、クハE992形（近郊形）は大形で側面の乗務員室出入口ステップと一体形となっている。車体にはJR東日本のコーポレートカラーである緑色の帯が扉部分にも巻かれている。
衝撃吸収構造は、連接構造の都合から次車両との間隔が狭くなるが、連接構造に衝撃吸収構造を持たせることで一般的な車両と同程度の衝撃吸収能力を有している。
そのほかATS-P車上装置では先頭部の制御装置が故障しても最後部の装置で運転が可能なようにバックアップ機能を導入した。

### 車内

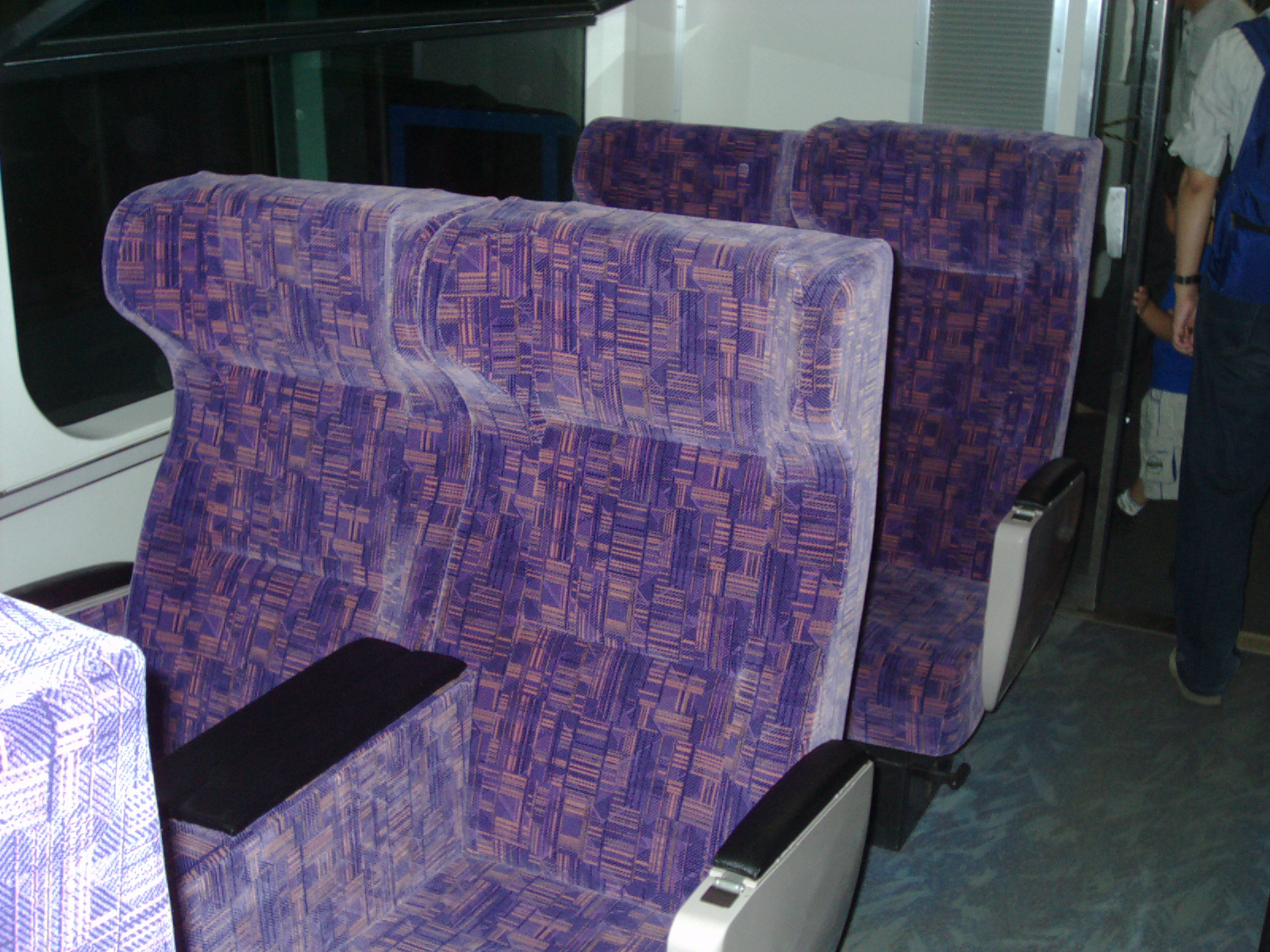
特急タイプの車内

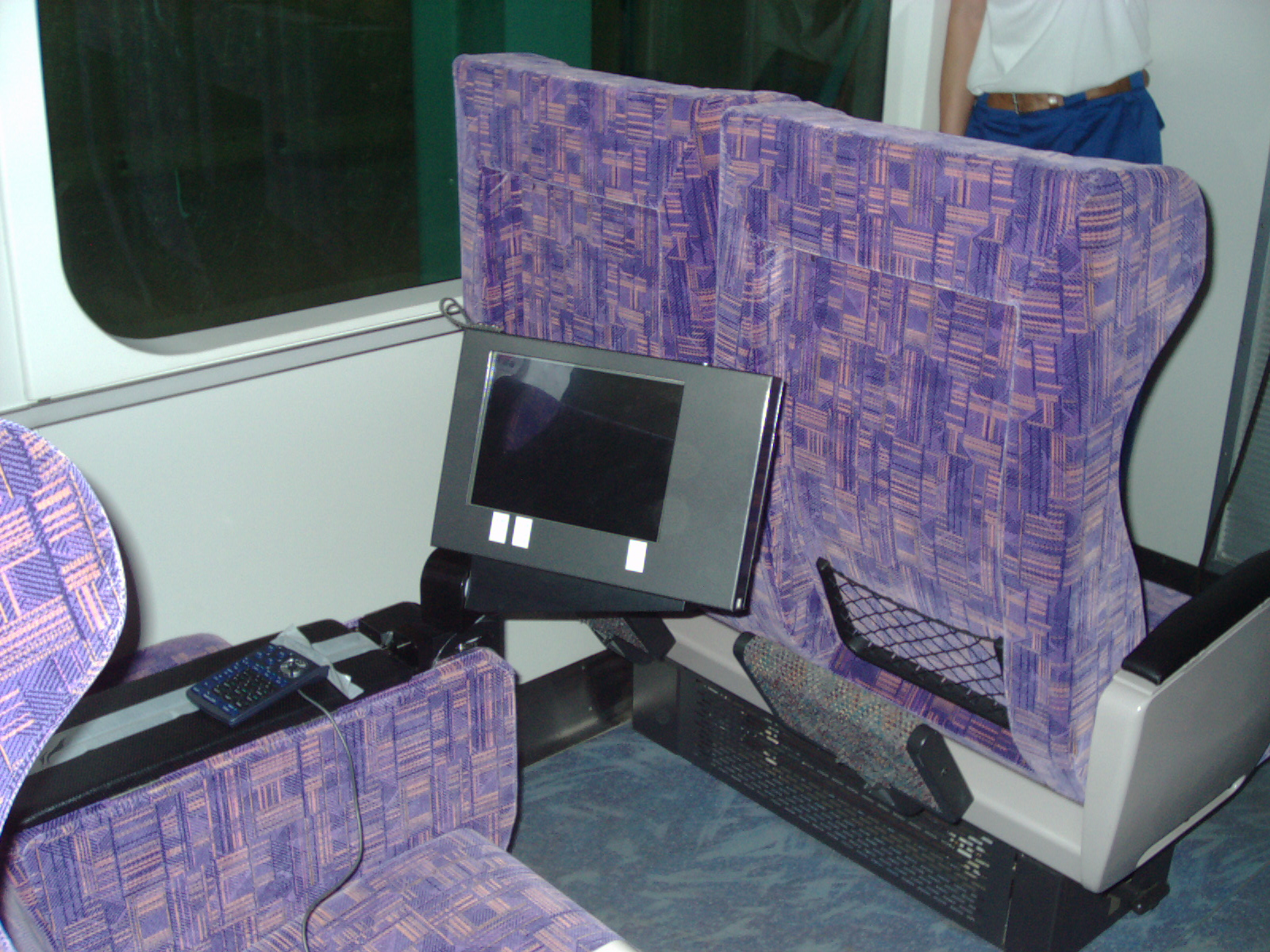
モニター画面

車内内装材は廃棄時のリサイクルを考慮してFRPなどの合成樹脂材料の使用を低減し、アルミニウム材料を主体とした。床敷物は1・5号車はゴム系材料、2 - 4号車はオレフィン系材料を使用した。車両に使用する電線はリサイクル性の高いノンハロゲン電線を使用している。
室内の座席はサハE993形を除いてロングシート。視覚障害者への配慮として一部の扉には側引戸開閉表示灯（ドア閉時にランプが赤く点滅）を設置したり、ユニバーサルデザインとして一部のつり革の色を黒色とするほか、ドア付近に黄色いペイントを施して目立たせていた。連結部は幅1,600 mmの貫通路構造で、車両間の渡り板をターンテーブル形または半円形とすることで、貫通路を客室空間の一部として有効に活用した。車両間の渡り線は床下から連接台車の内部を貫通する構造とし、連結間の車内スペースを最大限に使用している。
戸閉装置（ドアエンジン）はスクリュー軸駆動式またはリニアモータ駆動式を採用している。モハE992形（2号車）とサハE993形（5号車）の一部のドアでは戸閉制御装置（LCU）が故障した際、隣接する戸閉制御装置（LCU）からバックアップ機能を導入した。2・4号車の一部ドアにはカメラを使用したドア異物検知システムの開発が行われた。
車椅子利用者へのバリアフリーとしてサハE993形（4号車）の出入口床面には車椅子スロープ、または可動式ステップが付いている（東洋電機製造製）。また、サハE993形には特急形のグリーン車を想定した内装が施されており、シートピッチ1,160 mmの回転式リクライニングシートが2 + 2配置×3列分が設けられた。座席にはパソコン用電源やモニタ画面が設置されていた。
クハE992形（1号車）では車両とホームの段差を解消するため、駅停車時に空気ばねの空気圧を抜いて車体を低下させる「ニーリング機構」の試験が実施された。
空調装置は屋根上集中式を1・3・5号車に搭載しており、空調装置を搭載しない2・4号車には連結間の自在ダクトを通して冷気を供給する。1台あたりの能力は61.63 kW（53,000 kcal/h）を有する。能力向上に伴う騒音低減方法の違いにより、AU907・AU908・AU909の3種類の空調装置を搭載する。

### 車内情報システム
車両情報制御システムには東芝とJR東日本が共同開発したAIMS（アイムス・Advanced train Information  Management System）採用した。車両間の伝送系統には10 Mbpsの伝送速度を有するイーサネットを、車両内の伝送系統にはLON（Local Operating Network）を使用している。
「お客様のほしい情報をいつでも、どこでも提供する」をコンセプトに列車情報サービス提供システム（ATISS・Advanced Train Information Service Ssytem）を搭載する。

### 走行機器など
制御装置は東芝製の2レベルIGBT素子（3.300V - 1,200A）を使用したVVVFインバータ制御（ベクトル制御・形式：SC932形）を採用している。制御方式は永久磁石同期電動機（PMSM）に対応した個別制御（1C1M×2群）方式で、モハE993形に2台が搭載される。PMSMは東芝製で、1時間定格200 kW・連続定格160 kWと大出力のMT935形を編成で4基搭載する。
台車にはJRの在来線用電車としては採用例の少ない連接構造を採用し、さらに東芝が開発したDDM（Direct Drive Motor：直接駆動式）を採用しており、台車数の削減と騒音の減少効果を狙っていた。軸梁式ボルスタレス台車で、動力台車はDDMに対応したDT957・DT958、付随台車がTR914・TR915・TR916・TR917と称する。比較試験のためDT957、TR914は2点空気ばね支持方式連接台車、DT958・TR915・TR916・TR917は4点空気ばね支持方式連接台車である。両先頭車の前位寄り非連接台車はE127系用のTR246A形付随台車を基本としたもの。川崎重工業製車体が履くDT958、TR915、TR917は同社が製造した。
いずれも軸距は2,100 mm、車輪径は860 mmである。基礎ブレーキは動力台車では片押し式踏面ブレーキ（ユニットブレーキ）、付随台車では片押し式のユニットブレーキ + 1軸1ディスクブレーキ併用である。TR917台車のみ駐車ブレーキを備える。
補助電源装置は東洋電機製造製の並列同期運転に対応した静止形インバータ（SIV・SC933形）を採用している。定格容量は160 kVA（80 kVA×2群）、出力電圧は三相交流440V,60Hzとした。素子にはIGBTを使用しており、1台のSIVは80 kVA×2群のインバータから構成されており、各インバータは並列運転をしており、片方のインバータが故障した場合にはもう1台のインバータによりダウンすることなく運転が継続できる。
ブレーキ装置は各台車ごとに1台のブレーキ制御装置を設置する。ブレーキ制御装置は1・3・5号車に台車2台分の装置を設置する。5号車のブレーキ制御装置故障時には、3号車のブレーキ制御装置でバックアップできる機能を備えている。

### 編成表
|            | ← 新宿・東京川越・高尾 →                    |                               |                                             |                                                 |                                              |
| 号車       | 5                                           | 4                             | 3                                           | 2                                               | 1                                            |
| 形式・車号 | クハE993-1 (Tc)                             | サハE993-1 (T)                | モハE993-1 (M)                              | モハE992-1 (M')                                 | クハE992-1 (Tc')                             |
| 搭載機器   | SIV                                         |                               | VVVF                                        |                                                 | CP,BT                                        |
| 動軸       | ○○ ○                                        | ○ ●                           | ● ●                                         | ● ○                                             | ○ ○○                                         |
| 台車       | TR916                                       | TR914 （5 - 4号車間）         | DT957 （4 - 3号車間）                       | DT958 （3 - 2号車間）                           | TR915 （2 - 1号車間） TR917                  |
| 空車重量   | 22.8 t                                      | 15.2 t                        | 22.4 t                                      | 16.1 t                                          | 23.9 t                                       |
| 定員       | 117人 （座席28人）                          | 95人 （座席20 + 特急席12人）  | 112人 （座席32人）                          | 109人 （座席36人）                              | 120人 （座席36人）                           |
| 車体構造   | ステンレス ダブルスキン構造（スポット溶接） | ステンレス シングルスキン構造 | ステンレス ダブルスキン構造（レーザー溶接） | アルミニウム合金 ダブルスキン構造（塗装仕上げ） | アルミニウム合金 ダブルスキン構造 （無塗装） |

凡例
- VVVF：VVVFインバータ装置、SIV：補助電源装置、CP：空気圧縮機、BT：蓄電池
- 集電装置（シングルアーム式パンタグラフ）をモハE992形・サハE993形に1基ずつ搭載する
- 上記は落成時点[4]

## 成果の反映
2004年以降に製造された車両から当系列の試験結果を一部反映した車両が登場している。
同年以降に国府津車両センターと小山車両センター向けに投入されたE231系近郊タイプにはグラスコックピット・側引戸開閉表示灯・ドア制御のバックアップ機能が反映された。そして、2005年（平成17年）7月9日から常磐線で営業運転を開始したE531系には、つり革の形状変更やバリアフリー対策による車内ドア回りの視認性向上も反映された。さらに、2006年（平成18年）10月に落成し、同年12月26日から中央線快速で営業運転を開始したE233系においては、前述の2系列で反映された機能に加え、フルカラーLED表示器についても反映された。
また、連接構造やDDMといった当系列で試験された技術の実用化を検証するための営業用車両として、2006年3月にE331系量産先行車が落成し、翌2007年（平成19期年）3月18日から京葉線で営業運転が開始された。

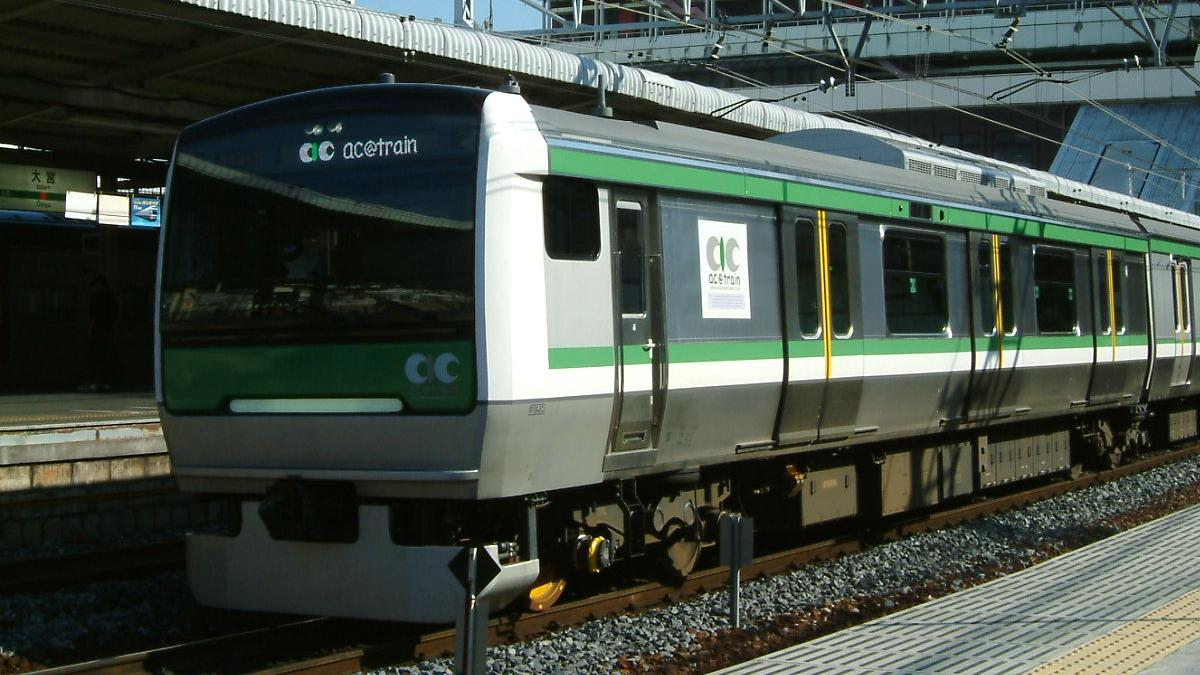
クハE993-1
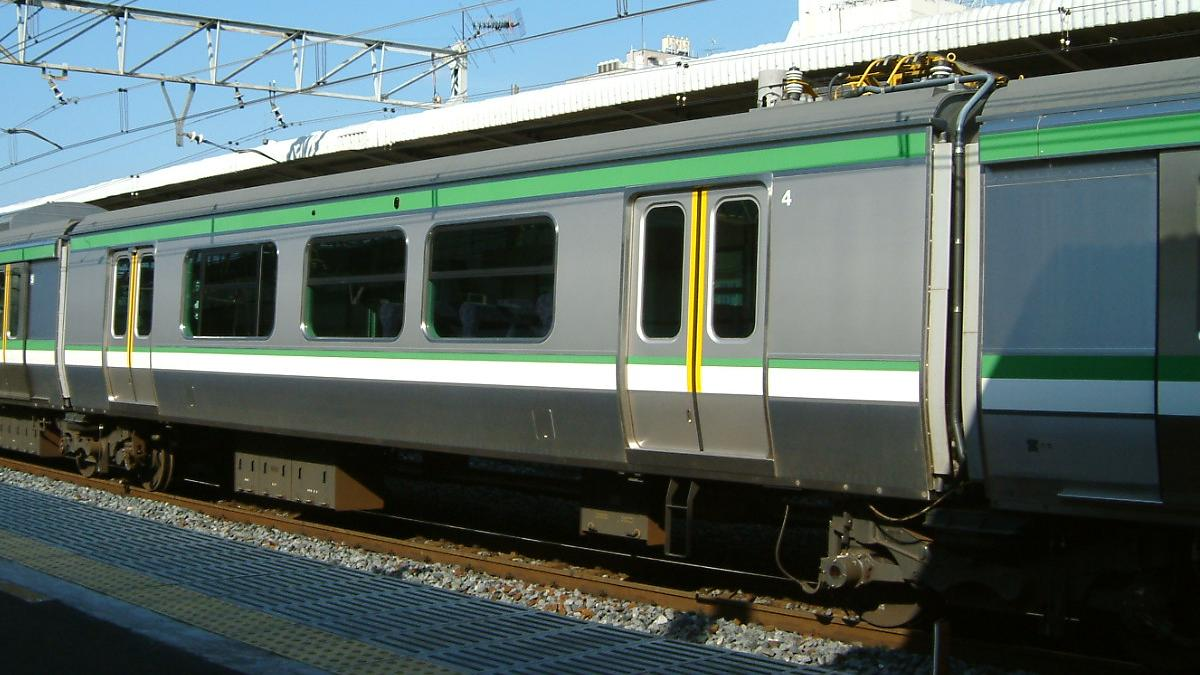
サハE993-1
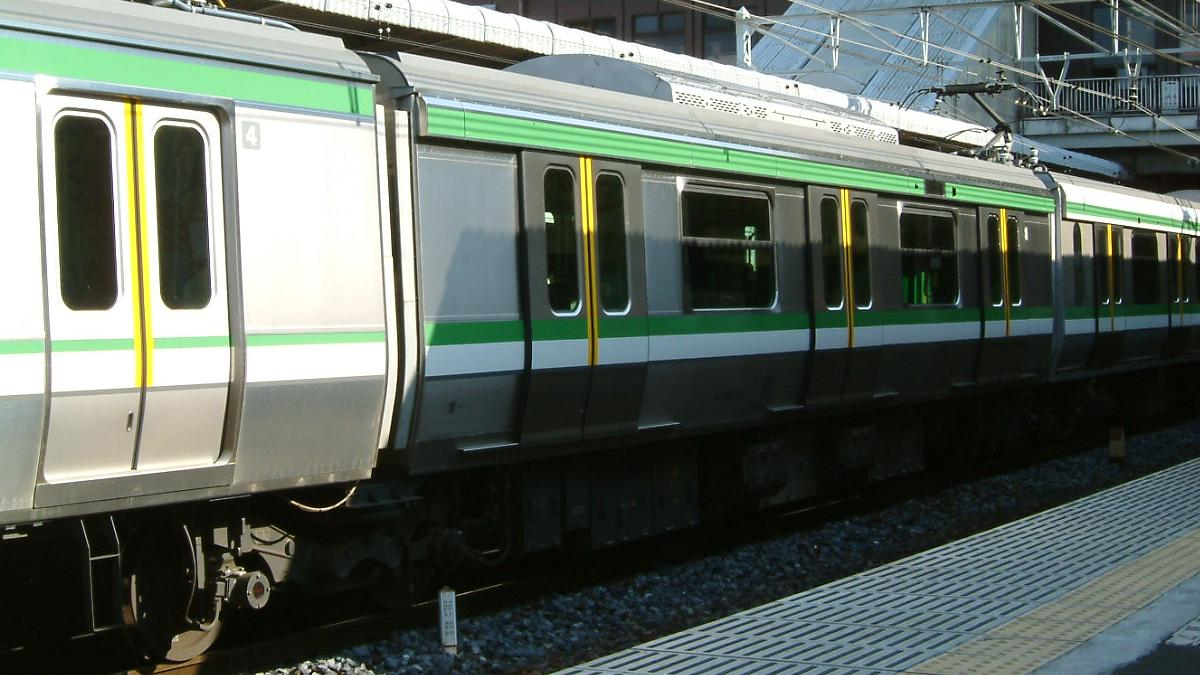
モハE993-1
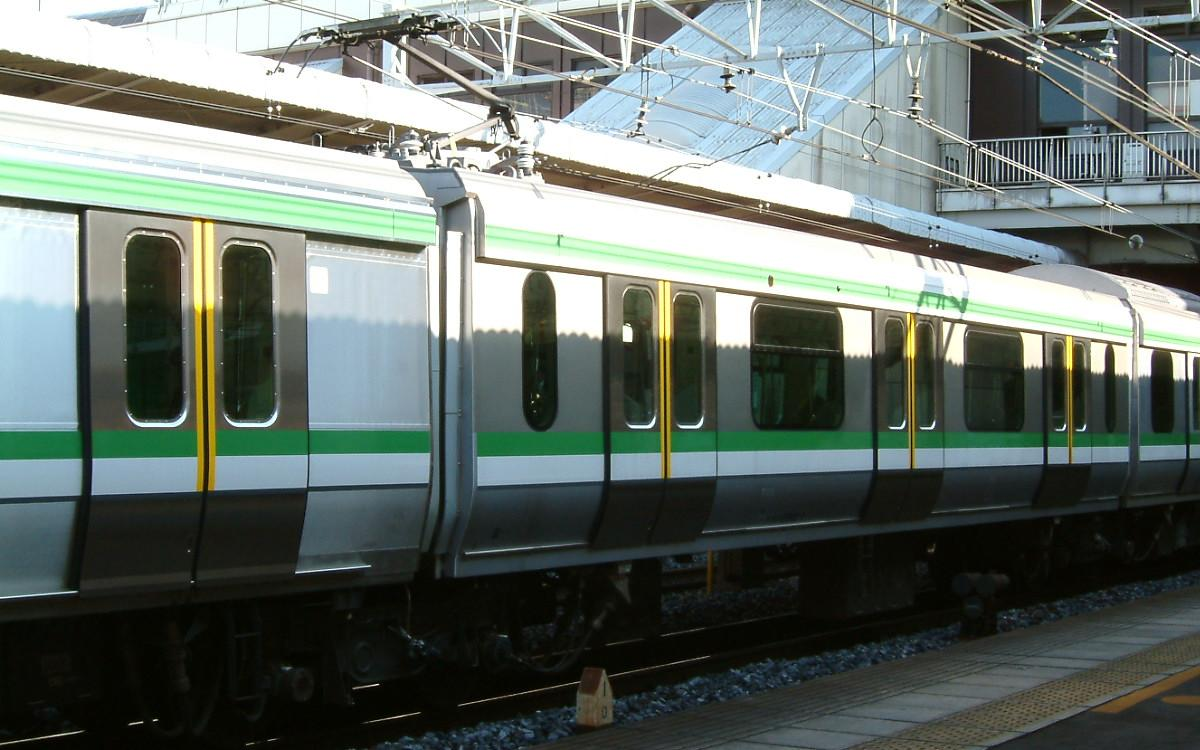
モハE992-1
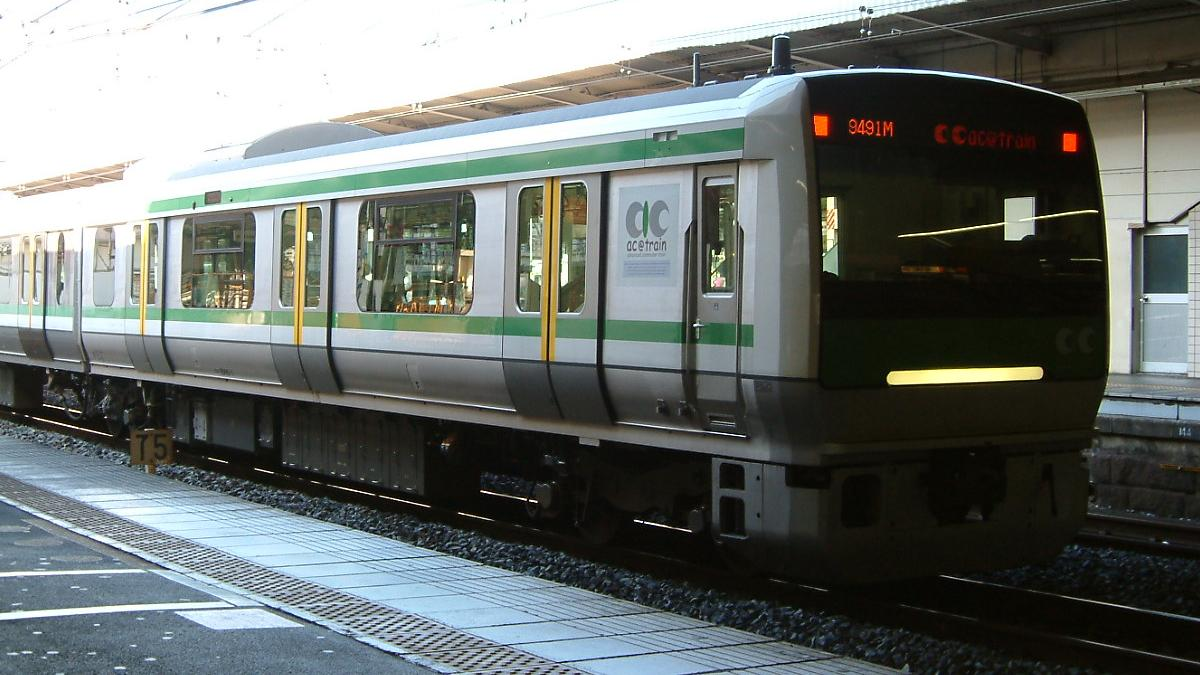
クハE992-1
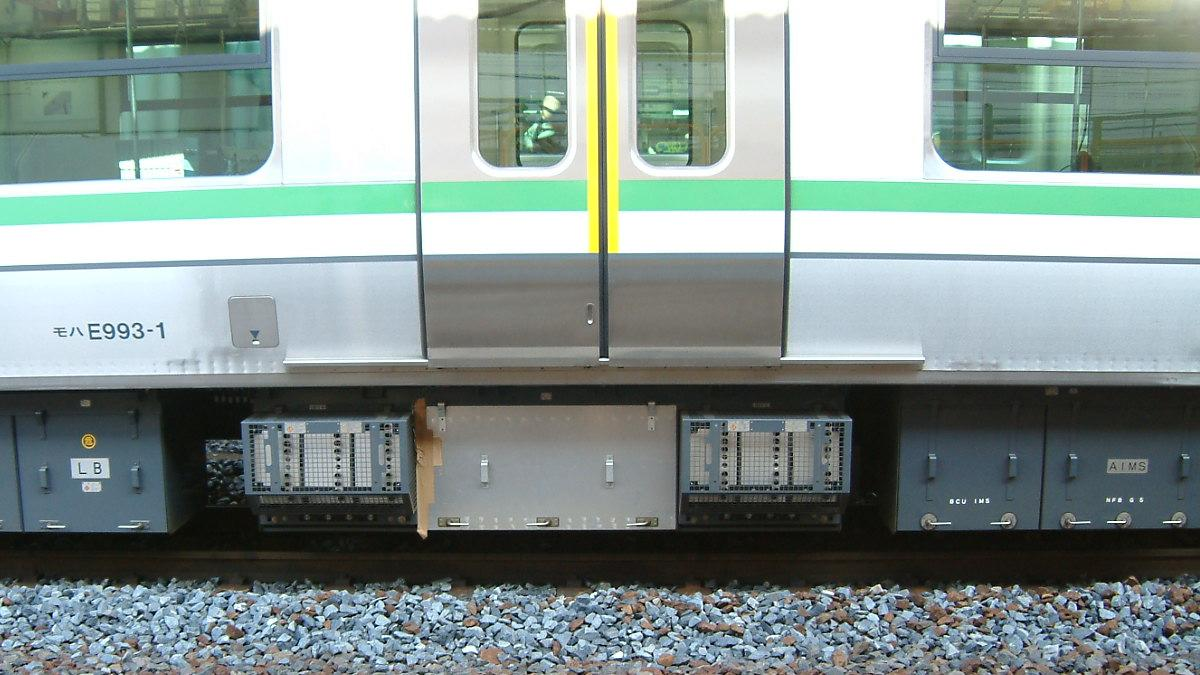
モハE993-1のVVVF装置

## 廃車

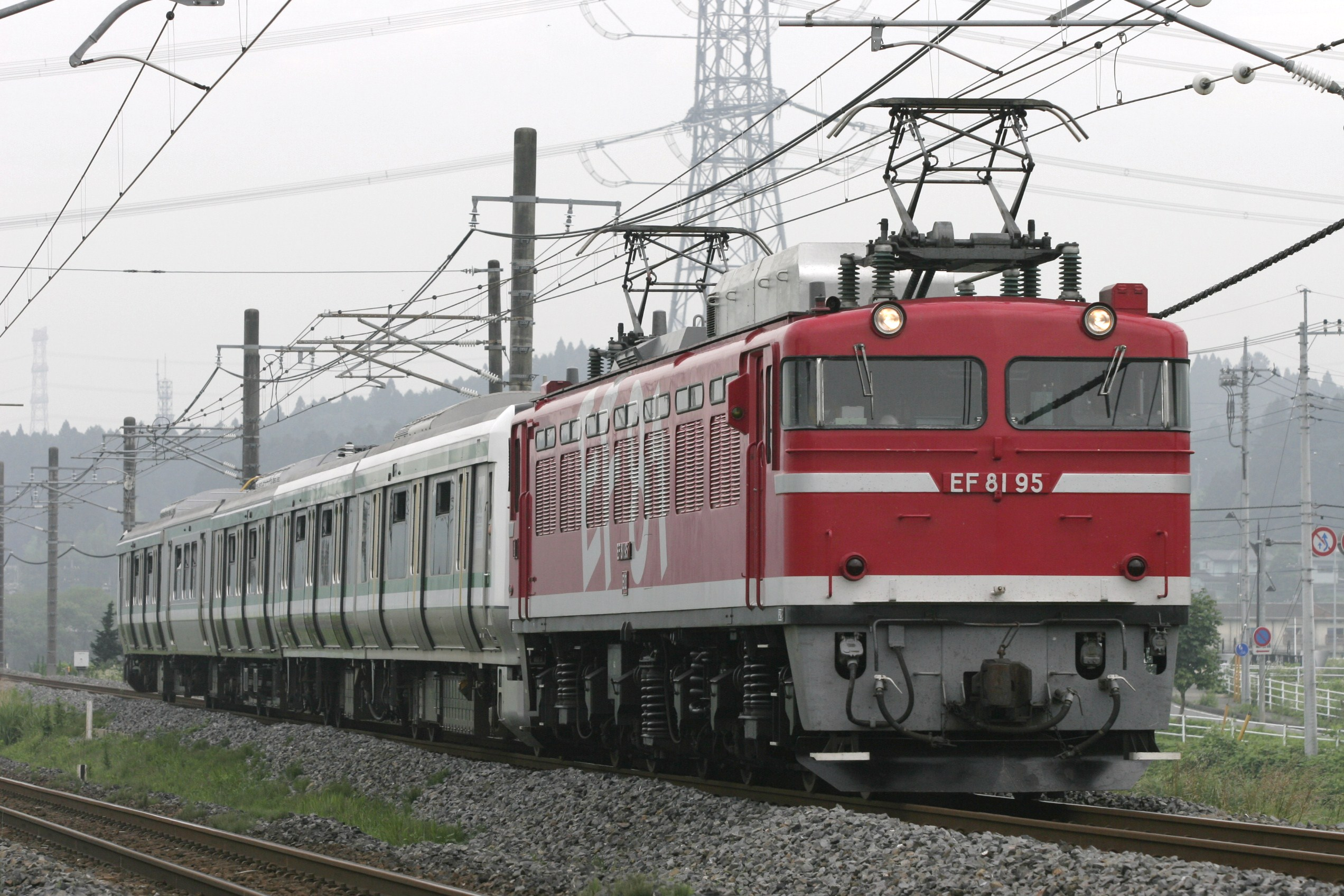
宇都宮 - 郡山はEF81 95牽引で廃車回送

2006年7月12日 - 13日にかけて川越車両センターから郡山総合車両センターへ回送され、翌14日付で廃車された。その後同年7月22日の同センターの一般公開時に最後の展示が行われ、公開終了後の同年9月下旬に解体された。